# Alex Landi
Alex Landi (* 28. September 1992 in New York City) ist ein US-amerikanischer Schauspieler und ein Model. Seine Mutter Nana Landi ist Koreanerin, sein Vater italienischer Abstammung.

## Biografie
Landi besuchte die Northern Valley Regional School in Demarest in New Jersey und später das Theater- und Filminstitut Lee Strasberg. Seit 2016 übernimmt er regelmäßig Rollen in amerikanischen Fernsehserien.
Seit 2018 verkörpert Landi die Rolle des Dr. Nico Kim in der ABC-Serie Grey’s Anatomy. 2020 war er in dieser Rolle auch in der Serie Seattle Firefighters: Die jungen Helden zu sehen. Er verkörpert in seiner Rolle den ersten schwulen Chirurgen in einer amerikanischen Serie sowie den ersten männlichen Chirurgen asiatischer Abstammung. Diese „Premieren“ brachten ihm seine erste Feature-Strecke in der Women’s Wear Daily (WWD) sowie weitere Berichterstattungen und Artikel ein.
In der Serie Walker, die ein Reboot zu Walker, Texas Ranger aus den 1990er-Jahren bildet, spielte er die Figur des Bret Nam. Seine Kollegen dort waren Jared Padalecki, Lindsey Morgan, Molly Hagan und Keegan Allen.
Die Rolle des Henry Lee spielte Landi in der zweiten Staffel der Netflix-Serie Insatiable neben Dallas Roberts und Debby Ryan. In der Serie geht es um Patty, eine junge Frau, die aufgrund ihres Übergewichts gemobbt wird und sich, schlank geworden, an ihren Peinigern rächen will.
Eine weitere Arbeit des Schauspielers war ein Auftritt 2021 in Doja Cats offiziellem Musikvideo zu ihrem rekordverdächtigen Song Kiss Me More mit SZA.

## Filmografie (Auswahl)
- 2016: 264 Days (Kurzfilm)
- 2017: Bull (Fernsehserie, Folge School for Scandal)
- 2017: Prillen Short Shorts (Fernsehserie, Folge Dudes)
- 2018: Lycanphobic (Kurzfilm)
- 2018: Childlike (Fernsehserie, Folge Sonder)
- 2018: Broken Land
- 2018–2022, 2024: Grey’s Anatomy – Die jungen Ärzte (Fernsehserie, 44 Folgen)
- 2019: American Housewife (Fernsehserie, Folge The Minivan)
- 2019: Insatiable (Fernsehserie, 4 Folgen)
- 2020: Seattle Firefighters – Die jungen Helden (Station 19, Fernsehserie, 3 Folgen)
- 2020: Connecting (Fernsehserie, Folgen Day 226 und Day 229)
- 2021: Doja Cat Feat. SZA: Kiss Me More (Musikvideo)
- 2021: In Max We Trust (Kurzfilm)
- 2021–2022: Walker (Fernsehserie, 8 Folgen)